# Luis Aponte Martínez
Luis Aponte Martínez (Lajas, 4 de agosto de 1922 - San Juan, 10 de abril de 2012) foi um cardeal porto-riquenho, arcebispo-emérito de San Juan de Puerto Rico.

## Biografia
Nascido em Porto Rico, realizou seus estudos nos Estados Unidos, no Seminário São João de Brighton, Massachusetts. Concluiu seus estudos superiores em teologia na Universidade de Boston. Foi ordenado padre em 10 de abril de 1950, na diocese de San Germán.

## Episcopado
Em 23 de julho de 1960, é nomeado bispo-auxiliar de Ponce, com o título de bispo-titular de Lares, sendo consagrado em 12 de outubro de 1960 pelo cardeal Francis Spellman. Em 16 de abril de 1963, foi feito bispo-coadjutor e em 18 de novembro, assume a prelazia.
Em 4 de novembro de 1964, é elevado a arcebispo metropolita de San Juan de Porto Rico, assumindo a arquidiocese em 15 de janeiro de 1965.

## Cardinalato
Foi criado cardeal no Consistório Ordinário Público de 1973 pelo Papa Paulo VI, recebendo o barrete cardinalício e o título de cardeal-presbítero de Santa Maria Mãe da Providência no Monte Verde em 5 de março.
Participou dos conclaves de agosto e outubro de 1978 como cardeal votante, além de participar do Conclave de 2005 como cardeal não-votante. Resignou-se do governo apostólico em 26 de março de 1999.
Faleceu em 10 de abril de 2012, vítima de complicações cardio-renais. As exéquias deverão ser feitas por Carlos Amigo Vallejo na catedral de San Juan, onde o cardeal deverá ser enterrado.